# كينكتيملز
كينكتيملز (بالإنجليزية: Kinectimals) هي لعبة فيديو لجهاز إكس بوكس 360 تستخدم جهاز كنيكت، ولديها إصدارات متاحة أيضًا لمختلف الأجهزة المحمولة.
تتضمن أحد عشر حيوانًا افتراضيًا مختلفًا تعتمد جميعها على القطط البرية، تم تطويرها بواسطة فرونتير دفلوبمنتس، تستهدف اللعبة جمهورًا صغيرًا، وخاصة الأطفال.

## طريقة اللعب
عند بدء اللعبة، سيزور اللاعب فرو تاون، حيث يختار أحد الأشبال الستة الأولى للتبني، عندما يتبنى شبلًا يمكن للاعب التقاط صورة وتسميتها، يمكن فتح المزيد من الأشبال والعناصر، عندما يلعب اللاعبون الألعاب والتحديات فإنهم يكسبون عملات معدنية يمكن استخدامها لشراء أشياء من المتجر مثل الألعاب، وعصي الريش، والكرات، وحبال القفز، والألعاب الطائرة، والسيارات، والطعام، والمشروبات، والمعلقات، والأثاث وغيرها.
يمكن أيضًا فتح أشياء أخرى من خلال الفوز بميداليات ذهبية، للعبة إصدارات وكل إصدار له ألعاب جديدة، مثلاً إصدار الدب يتضمن ألعاب جديدة مثل ألعاب الخفة، وتسلق الأشجار، وصيد الأسماك بالإضافة إلى أشبال الجديدة.

## تقييم اللعبة
| تقييم اللعبة |        |
| --- | ------ |
| الدرجات الإجمالية المجموع نقاط غيم رانكينغز 75.88% [ 3 ] ميتاكريتيك 74/100 [ 4 ] نتائج المراجعة نشرة نقاط 1أب.كوم B− [ 5 ] يورو غيمر 7/10 [ 6 ] غيم إنفورمر 8/10 [ 7 ] غيم سبوت 7.5/10 [ 8 ] غيمز رادار 8/10 [ 9 ] غيم تريلرز 8.5/10 [ 10 ] آي جي إن 7.0/10 [ 11 ] مجلة إكس بوكس الرسمية (الولايات المتحدة) 8/10 [ 12 ] إكس-بلاي [ 13 ] |        |
| الدرجات الإجمالية |        |
| المجموع | نقاط   |
| غيم رانكينغز | 75.88% |
| ميتاكريتيك | 74/100 |
| نتائج المراجعة |        |
| نشرة | نقاط   |
| 1أب.كوم | B−     |
| يورو غيمر | 7/10   |
| غيم إنفورمر | 8/10   |
| غيم سبوت | 7.5/10 |
| غيمز رادار | 8/10   |
| غيم تريلرز | 8.5/10 |
| آي جي إن | 7.0/10 |
| مجلة إكس بوكس الرسمية (الولايات المتحدة) | 8/10   |
| إكس-بلاي | [ 13 ] |

تتلقى اللعبة مراجعات إيجابية في الغالب، أعطى مقدمو برنامج ألعاب الفيديو الحواري لعبة جيدة تقييم 7 و 7.5 ' من أصل 10، قالوا «إنها تحتوي على الكثير من الحياة والطاقة والمرح، وهناك الكثير من التألق فيها.» 

## روابط خارجية
- الموقع الرسمي
- الموقع الرسمي للشركة المطورة
- قائمة إنجازات اللعبة